# تعطیلات خوش
تعطیلات خوش (اسپانیایی: Alegres vacaciones‎) یک فیلم کارتونی اسپانیایی به کارگردانی آرتورو مورنو و خوزه ماریا بلای است که در سال ۱۹۴۸ منتشر شد.